# Ring-Racer
Der Ring-Racer (Eigenschreibweise: ring°racer) am Nürburgring (Nürburg, Rheinland-Pfalz, Deutschland) war eine Stahlachterbahn vom Modell Air Launch Coaster des Herstellers S&S Power. Als Teil des Projektes Nürburgring 2009 sollte die Achterbahn am 15. August 2009 für das Publikum eröffnet werden, nachdem mit Prominenten schon beim Formel-1-Rennen 2009 eine symbolische langsame Eröffnungsfahrt durchgeführt worden war. Wegen technischer Probleme und unzureichender Sicherheitskonzepte konnte die Achterbahn ihren Fahrbetrieb jedoch erst ab dem 31. Oktober 2013 aufnehmen. Am 3. November 2013 fanden nach nur vier Tagen und rund 2000 Fahrgästen die letzten Fahrten für Besucher statt. 

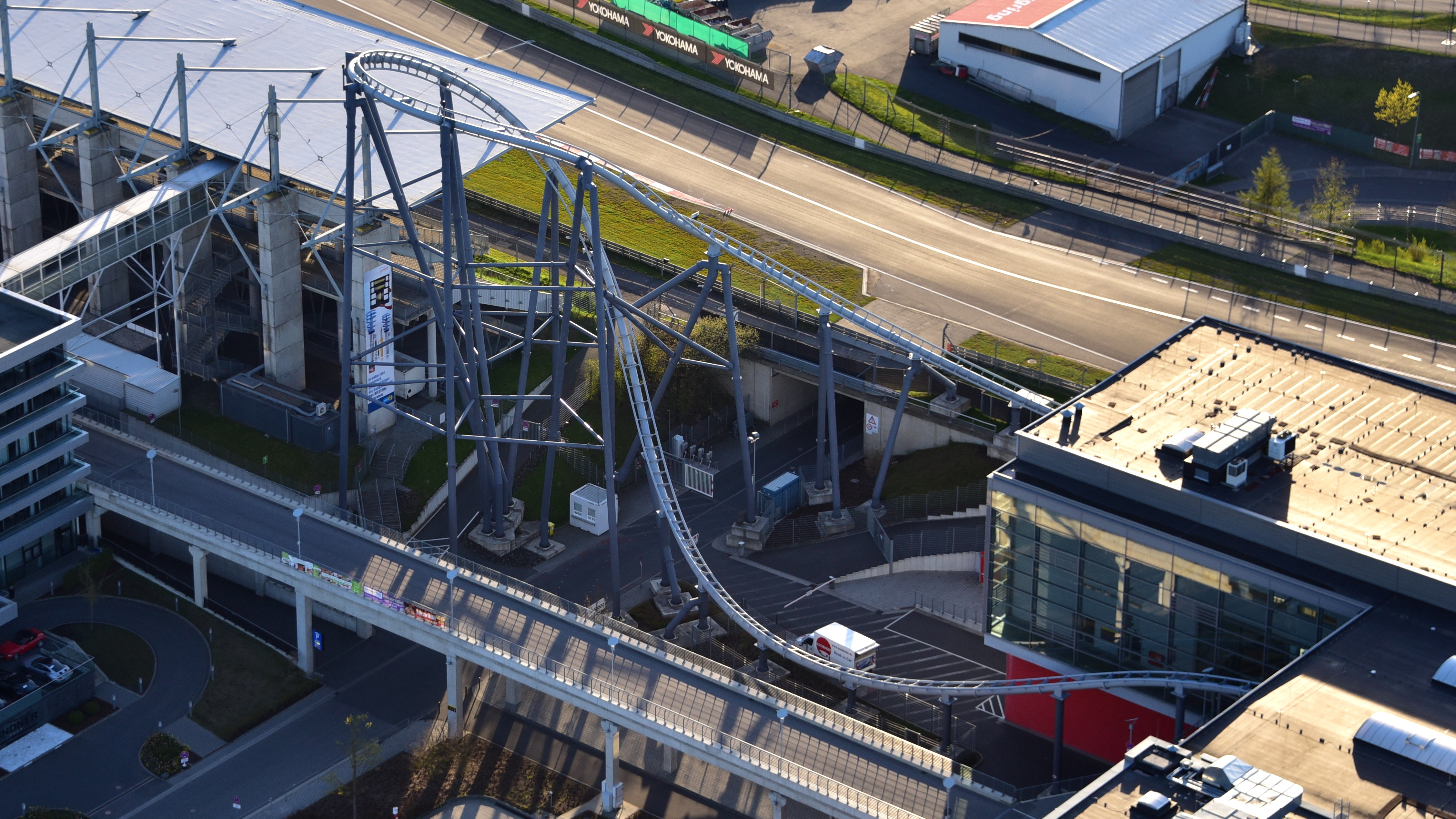
ring°racer, Luftaufnahme (2016)

## Geschichte
Technische Mängel führten dazu, dass die für den 15. August 2009 geplante Eröffnung mehrmals verschoben wurde. Sie sollte dann im Frühjahr 2010 stattfinden, wurde aber wegen neuer notwendiger Tests und ausstehender TÜV-Abnahme erneut vertagt. Offiziell stellte die Nürburgring GmbH sogar die Inbetriebnahme insgesamt in Frage. Die Gesamtkosten wurden vom Land Rheinland-Pfalz im Rahmen einer kleinen Anfrage im Landtag mit 10,4 Millionen Euro (netto) angegeben.
Im Juli 2009 entwich eine große Menge Druckluft explosionsartig aus dem Katapultsystem.
Am 3. September 2009 raste der Antrieb vermutlich ungebremst gegen den Endanschlag, wobei sogar weit entfernte Fensterscheiben durch den Knall platzten. Sechs Arbeiter erlitten ein Knalltrauma. Der von Kevin Rohwer (S&S Power) bekanntgegebene Grund für den Fehler war, dass der Softwarecode eine falsche logische Verknüpfung enthielt. Die verletzten Arbeiter stellten Strafanzeige bei der Staatsanwaltschaft in Koblenz; die Ermittlungen wurden am 2. Juni 2010 aber mangels hinreichenden Tatverdachts eingestellt.
Am 14. Mai 2011 ereignete sich bei Sicherheitstests erneut ein Zwischenfall, bei dem wiederum eine große Menge Druckluft explosionsartig aus dem Katapultsystem entwich. Die Tests wurden während eines 6-Stunden-Rennens der VLN Langstreckenmeisterschaft Nürburgring durchgeführt. Dabei kam es zu einem Knall während eines kontrollierten Abschusses.
Im Jahr 2011 wurde aus technischen Gründen die ursprünglich geplante Abschussgeschwindigkeit des Katapultes von 217 km/h auf 160 km/h herabgesetzt.
Anfang 2013 lag ein Angebot eines Freizeitparks aus dem Ausland vor, die Achterbahn zu kaufen und dort neu aufbauen zu lassen. Nach langer Verzögerung erteilte die Kreisverwaltung Ahrweiler eine Betriebsgenehmigung zum Ende Oktober 2013. Der ring°racer konnte so mit mehr als vier Jahren Verspätung am 31. Oktober 2013 eröffnet werden.
Am 3. November 2013 fanden durch die Insolvenz des Nürburgrings, nach nur vier Tagen und rund 2000 Fahrgästen, die letzten Fahrten für Besucher statt.
Am 11. März 2014 wurde bekannt, dass der Düsseldorfer Autozulieferer Capricorn für 100 Millionen Euro nach einem Bieterwettbewerb den gesamten Nürburgring einschließlich Freizeitpark ring°werk und Erlebnisdorf „Grüne Hölle“ übernommen hat. Als neuer Eigentümer kündigte daraufhin Capricorn-Geschäftsführer Robertino Wild am gleichen Tag in Koblenz an, sobald die EU-Kommission die Übernahme genehmigt habe, die „Grüne Hölle“ sofort als einen der großen Verlustbringer einzustellen und den ring°racer stillzulegen. Auf die Frage, was mit den Gebäuden in dem Freizeitpark am Ring geschehe, sagte er: „Höflich gesagt heißt das Rückbau.“ Stattdessen wollte Capricorn am Ring einen Automobil-Technologieschwerpunkt aufbauen.
Stand 2019 plante der Eigentümer weder eine Inbetriebnahme noch einen Abriss des ring°racer. Stattdessen wurde die Helix der Achterbahn in ein Illuminationskonzept eingebunden.
Im Juli 2025 wurde der teilweise Abbau der Achterbahn begonnen. Da Teile des Ring-Racers die Struktur des Gebäudes stützen, ist ein vollständiger Abbruch der Anlage nicht möglich.

## Fahrt

Der ring°racer parallel zur Start-und-Ziel-Geraden des Nürburgrings

Nachdem der Zug die Station verlassen hatte, rollte er auf die Beschleunigungsstrecke zu. S-Kurven auf dem Weg zum Anfang des Launch-Bereichs sollten das Warmfahren von Formel-1 Reifen simulieren. Dort stoppte er kurz und wurde pneumatisch innerhalb von weniger als 2 Sekunden von 0 auf 160 km/h entlang der Start-Ziel-Geraden der Grand-Prix-Strecke des Nürburgrings beschleunigt. Nach dieser Beschleunigung wurde er mit Wirbelstrombremsen wieder auf ungefähr 100 km/h abgebremst, damit die Kräfte beim Durchfahren einer auf die Beschleunigungsstrecke folgenden höhergelegenen Kurvenkombination zwischen Tribünen nicht die Grenzwerte überschreiten. Danach fuhr der Zug wieder durch den ring°boulevard in das ring°werk-Gebäude und unter dessen Decke auf einer langen Gerade langsam zur Station zurück.
Zum Zeitpunkt seiner Eröffnung sollte der ring°racer die schnellste Achterbahn der Welt sein, was er aber infolge der Verzögerungen nicht wurde. Im Herbst 2010 stellte die Formula Rossa (Abu Dhabi) mit 240 km/h einen neuen Weltrekord auf.

## Züge
ring°racer hatte zwei Züge mit jeweils zwei Wagen. In jedem Wagen konnten vier Personen (zwei Reihen à zwei Personen) Platz nehmen.